# NGC 5568
NGC 5568 est une galaxie spirale relativement éloignée et située dans la constellation du Bouvier. Sa vitesse par rapport au fond diffus cosmologique est de 8 655 ± 8,94 km/s, ce qui correspond à une distance de Hubble de 127,7 ± 8,9 Mpc (∼417 millions d'al). NGC 5568 a été découverte par l'astronome français Guillaume Bigourdan en 1866.
NGC 5568 présente une large raie HI.